# Danny Pérez
Danny Marcos Pérez Váldez (Caracas, Venezuela; 23 de enero de 2000) es un futbolista venezolano que juega como delantero en Real Tomayapo de la Primera División de Bolivia.

## Trayectoria

### Deportivo La Guaira
Hizo las categorías inferiores en dicho club, donde gracias a sus buenas participaciones en ellas, participó en el Sudamericano Sub-17 de 2017 que se realizó en Chile. Luego de ello, Pérez debuta como profesional con el primer equipo del Deportivo La Guaira, el 16 de abril de 2017 en la Primera División de Venezuela, en la jornada 11 del Torneo Apertura 2017 ante el Monagas, entrando de cambio, disputando 3 minutos de juego. A partir de allí, no ha podido consolidarse como el juvenil regla en el primer equipo, por lo cual no ha podido sumar gran cantidad de minutos jugados, siendo utilizado con mayor regularidad, en el equipo filial Deportivo La Guaira B de la Tercera División de Venezuela.

### Zamora F.C.
Luego de jugar en Deportivo La Guaira, fichó por el Zamora, también de la máxima categoría del fútbol venezolano, con el cual salió campeón del Torneo de Apertura 2018, siendo este título su primera como profesional.

### Colo-Colo
Después de coronarse campeón de la liga de su país con Zamora, emigró al fútbol chileno, donde fichó por Deportes La Serena, siendo enviado a préstamo por dos años a Colo-Colo.

## Selección nacional

### Selección sub-17
| Sudamericano Sub-17         | Sede  | Resultado    | Partidos | Goles |
| --------------------------- | ----- | ------------ | -------- | ----- |
| Sudamericano Sub-17 de 2017 | Chile | Quinto lugar | 8        | 0     |

## Clubes
| Club                               | País      | Año               |
| ---------------------------------- | --------- | ----------------- |
| Deportivo La Guaira                | Venezuela | 2017              |
| Zamora                             | Venezuela | 2018              |
| Deportes La Serena                 | Chile     | 2018-2023         |
| → Colo-Colo (cedido)               | Chile     | 2018              |
| → Huachipato (cedido)              | Chile     | 2019              |
| → ACD Lara (cedido)                | Venezuela | 2021              |
| → Zamora FC (cedido)               | Venezuela | 2022              |
| → Academia Puerto Cabello (cedido) | Venezuela | 2023              |
| Caracas FC                         | Venezuela | 2024-2025         |
| Real Tomayapo                      | Bolivia   | 2025 - Actualidad |

## Palmarés

### Campeonatos nacionales
| Título           | Club   | País      | Año    |
| ---------------- | ------ | --------- | ------ |
| Primera División | Zamora | Venezuela | 2018-A |